# Марк Ульпій Траян (консул 70 року)
Марк Ульпій Траян (30 — 100) — військовий та державний діяч Римської імперії, консул-суффект 70 року, батько імператора Траяна.

## Життєпис
Походив із заможного роду Ульпіїв, нащадків римських колоністів. Народився у м. Італіка (провінція Бетіка). Про батьків немає відомостей. Статки родини та власні здібності дозволили Траяну у 65-66 роках стати сенатором. У 67 році отримав у підпорядкування легіони для війни проти Парфії. Тут Ульпій воював під орудою Корбулона.

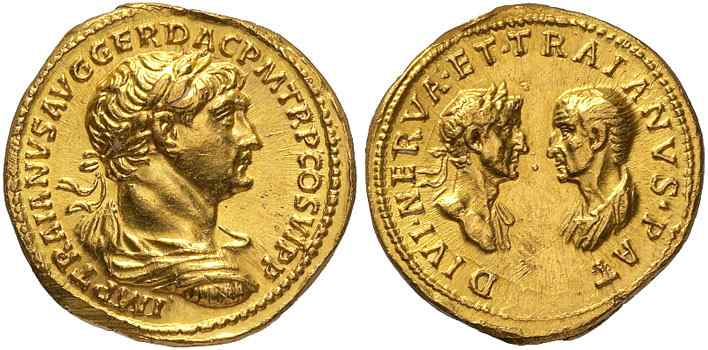
Траян на монетах разом з сином-імператором

У 68 році отримав призначення очільника X Легіона, з яким взяв участь у придушенні Юдейського повстання. Тут Траян затоваришував з майбутнім імператором Веспасіаном. На подяку за наданні Веспасіану послуги під час боротьби за владу, Ульпій Траян отримав звання патриція.
У 70 році став консулом-суффектом. З 70 до 73 року був проконсулом провінцій Бетіка, а згодом Сирії. З 79 до 80 року керував провінцією Азія.
З 80 року знову отримав в управління Сирію. Під час своєї каденції відбив наступ парфянської армії, змусивши ворожого царя укласти з Римом мирний договір.
Про подальшу діяльність мало відомостей. Є дані про заснування Траяном колонії в Африці у 100 році.

## Родина
Дружина — Марція Барея
Діти:
- Марк Ульпій Траян
- Ульпія Марціана